# Tihanyi alapítólevél

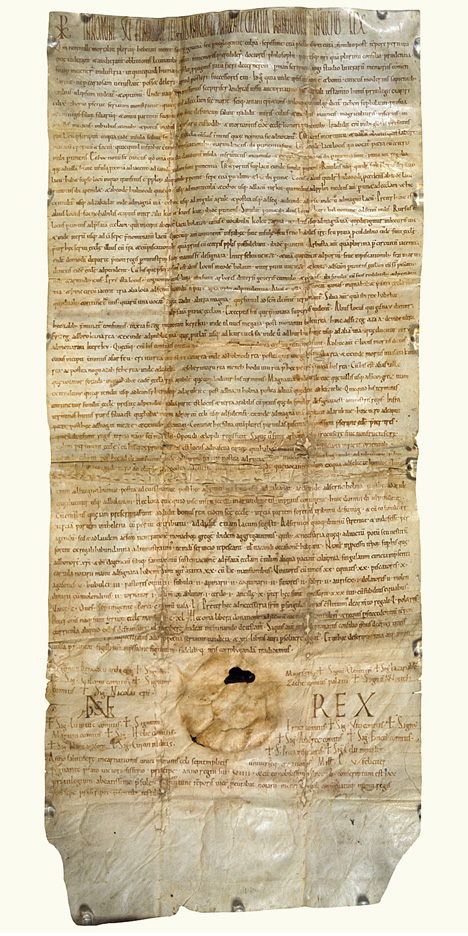
Az alapítólevél

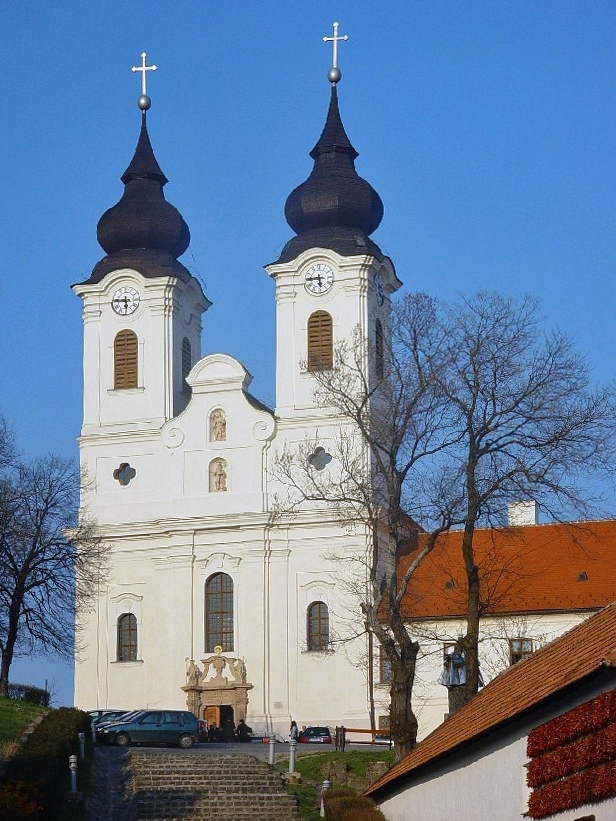
A tihanyi apátsági templom

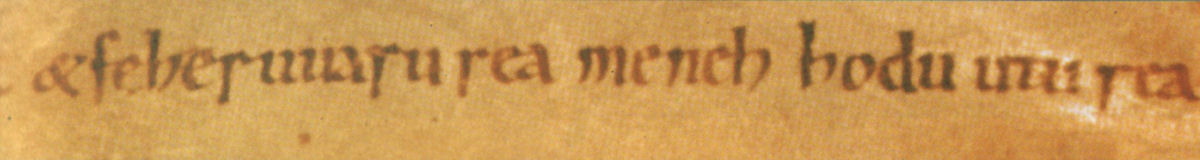
Az alapítólevél részlete:
„feheruuaru rea meneh hodu utu rea”, azaz
„Fehérvárra menő hadi útra”

A tihanyi alapítólevél, amelyben I. András király 1055-ben összeíratta a monostor birtokát, az egyik legfontosabb magyar nyelvű szórványemlék, a lejegyzett magyar szavak latin nyelvű szövegbe ágyazódnak be.

## Története
A tihanyi bencés apátságot Szent Ányos és Szűz Mária tiszteletére alapító I. András magyar király adta ki, és valószínűleg Miklós püspök fogalmazta. Tihanyban az uralkodó bencés szerzeteseket telepített le, akiknek templomot és kolostort építtetett a Tihanyi-félsziget kimagasló pontján. Az alapítás tényét, a javak átadását erősíti meg az a hártyára írt oklevél, amelyet a Pannonhalmi Bencés Főapátságban őriznek a mai napig.

## Tartalma
E latin adománylevél szövegében számos olyan magyar nyelvű helymegjelölés fordul elő, amely a 11. századi hazai nyelvállapotról árulkodik.
Az okirat nemcsak tulajdonneveket, hanem közneveket, szószerkezeteket – köztük egy terjedelmesebbet – is tartalmaz a latin mellett magyarul: »INDE AD CASTELIC &  FEHERUUARU REA MENEH HODU UTU REA POST HEC PETRE ZENAIA HEL REA«, vagyis Fehérvárra menő hadi útra. Ez az út egy római kori útnak még meglevő és használt szakasza lehetett. 
Összesen 58 magyar szó található az alapítólevélben, amely az első eredeti formában fennmaradt magyarországi oklevél (vagy egykorú másolat). Egyesek szerint a toldalékok fejlődése szempontjából érdekes az idézett híres részlet, amelyben az értelmezések szerint mai határozórag helyén névutó olvasható (-ra, -re = REA). A különírás azonban semmilyen bizonyító erővel nem bír, tekintve hogy a latin elöljárókat viszont rendszeresen egybeírja (például adfekete kumuc = fekete homokig), illetve az oluphelrea, iturea és bukurea helynevek esetén egybeírták a ragot. A másik érdekesség, hogy a főnevek töveinek végét itt magánhangzó, sőt mindenhol -u zárja. Fehérvár = FEHERUUARU, FEHERU = fehér, UARU = vár, út = UTU, hadi = HODU.
Az alapítólevél teljes szövege megtalálható a Wikiforrásban.

## Alternatív elképzelések az alapítólevél tartalmáról
Golarits Miklós szerint a hadiút helye a "királyi központ" pilisi helyszínére tevődik át. Ez a hadi út volt Kesztölctől dél-keletre lévő Fehérvár legfontosabb útja, a via magna strigoniensis. Erre vezethetett a jeruzsálemi zarándokút (1030–1043) is. Fehérvár a nevét onnan kapta, hogy fehér kőből építették a falait, amelyek a környék természetes kőzete. A finom díszítő faragásra alkalmas édesvizi forrás fehér mészkövét a szomszédos Budakalászi mészkőbányából szállíthatták.
Az alapítólevél azonosításának egy másik lehetséges verziója. Az alapítólevél felsorolja a tihanyi bencések birtokait is. Így a bencéseknek birtokuk van a királyi központban is azaz a mai Esztergomban. Az alapítólevél idetartozó idézete: 
"Van még azután egy MORTIS nevű hely, amelynek határa a SAR FEU-nél kezdődik, innen az ERI ITUREA, majd GNIR UUEGE HOLMODIA REA és innen MORTIS UUASARA KUTA REA s ezután NOGU AZAH FEHE REA, innen CASTELIC-hoz és aFEHERUUARU REA MENEH HODU UTU REA, azután PETRE ZENAIA HEL REA." 
A Mortis nevű hely egy kis utcatömb a királyi városban, aminek a határa kimegy a sárvízik, azaz a királyi várost körbeölelő vizesárokig. Majd onnan két másik utcatömbig, majd egy kúthoz. Innen a "latinvárosnél lévő Szennye palotáig ami kastély azaz CASTELIC és nem Kesztölc. Innen a Főútra a mai Kossuth utcáig, ami a fehérvárra vezető hadiút, ami ALBA-hoz vezet. Alba a várhegy déli része. Itt található a Fehér torony, fehér bástya.